# Horváth Bernadett
Horváth Bernadett (Kapuvár, 1990. május 10 –) kétszeres magyar bajnok, kétszeres Magyar Kupa-győztes kézilabdázó, beálló.

## Pályafutása
Kézilabdázni Fertőszentmiklóson kezdett, 2005-ben pedig bekerült a Győri ETO utánpótlásába. 2007-től 2009-ig az a Győri felnőttcsapatban játszott, majd 2009-ben az Alba Fehérvár KC csapatába igazolt, ahol egészen 2015-ig játszott. Ezután egy évet előbb Dunaújvárosban, majd egy évet Budaörsön töltött. 2017-ben igazolt Mosonmagyaróvárra, ahol a csapatának egyik oszlopos tagja. 

### A válogatottban
2012 és 2014 között szerepelt a Magyar válogatottban.

## Sikerei, díjai
- Magyar bajnok: 2008, 2009
- Nemzeti Bajnokság I/B:
  - Győztes: 2018
- Magyar Kupa-győztes: 2008, 2009
- Magyar Kupa bronzérmes: 2011
- Bajnokok Ligája-döntős: 2009
- Bajnokok Ligája-elődöntős: 2008
- Junior Europa bajnokság:
  - Ezüst érmes: 2009